# Conanthera campanulata
Espèce
Conanthera campanulata est une espèce de plantes monocotylédones de la famille des Tecophilaeaceae.

## Répartition et description
L'aire de répartition naturelle de cette espèce est le Chili (Antofagasta à La Araucanía). C'est un géophyte tubéreux qui pousse principalement dans le biome subtropical.

## Systématique
Le nom correct complet (avec auteur) de ce taxon est Conanthera campanulata Lindl..
Conanthera campanulata a pour synonymes :
- Conanthera alba J.Grau
- Conanthera bifolia Sims
- Conanthera sabulosa Ravenna
- Conanthera simsii Sweet
- Conanthera tenella (D.Don) Ravenna
- Conanthera variegata Fenzl ex Reichardt
- Cummingia campanulata (Lindl.) D.Don
- Cummingia tenella D.Don